# Sébastien Inigo
Pour les articles homonymes, voir Inigo.
Pas d'image ? Cliquez ici

a Compétitions nationales et continentales officielles uniquement.

Dernière mise à jour le 28 janvier 2024.
Sébastien Inigo, né le 29 septembre 1984, est un joueur de rugby à XV français qui évolue au poste de demi de mêlée au sein de l'effectif de l'US Colomiers (1,75 m pour 72 kg).
Il est le frère de Vincent Inigo, joueur international à sept français.

## Biographie
Sébastien Inigo est formé dans un premier temps au SU Agen, dans la foulée de son frère Vincent.
Il rejoint ensuite l'Aviron bayonnais où il termine sa formation, et où il commence sa carrière professionnelle en 2006.
En 2007, il s'engage avec l'US Colomiers, alors que le club vient d'être relégué en Fédérale 1,. Il participe à la remontée immédiate du club en Pro D2 en 2008. Il met un terme à sa carrière de joueur en 2019, après 257 matchs joués avec le club haut-garonnais.
Après l'arrêt de sa carrière sportive, il lance une entreprise de production audiovisuelle avec son frère Vincent.

## Palmarès
- Vainqueur du Championnat de France de 1re division fédérale en 2008 avec l'US Colomiers.